# Lawrence Stone
Lawrence Stone (* 4. Dezember 1919 in Epsom, Grafschaft Surrey; † 16. Juni 1999 in Princeton) war ein britischer Historiker.

## Leben und Werk
Stone besuchte von 1933 bis 1938 die Charterhouse School und studierte dann an der Sorbonne (1938) und in Oxford (1939–40 und 45–46). Im Zweiten Weltkrieg diente Stone als Freiwilliger in der Reserve der Royal Navy. Von 1947 bis 1963 war Stone ein Fellow am University College, Oxford, danach bis 1990 Professor an der US-amerikanischen Ivy-League-Universität Princeton.
Stone veröffentlichte Bücher zur Sozialgeschichte (auch Mentalitätsgeschichte) Englands in der Frühen Neuzeit; dabei z. B. über die soziale Öffnung der Eliten Englands. Die Ursachen der Englischen Revolution sah er so: 1) Scheitern der Krone in der Armee- und Verwaltungsreform; 2) relativer Anstieg der Gentry nach Status, Wohlstand, Verwaltungserfahrung, Gruppenbewusstsein, politischem Selbstbewusstsein; 3) Verbreitung des Puritanismus.
Ein weiterer Schwerpunkt lag auf der Geschichte von Familie und Ehescheidung in England von etwa 1500 bis ins 20. Jahrhundert.
Stone vertrat gegen die analytische Auffassung der modernen Sozialgeschichte eine strikt deskriptiv-narrative Auffassung von Geschichtsschreibung, mit dem Fokus auf die Geschichte der Menschen, nicht abstrakter Umstände; auf dem Besonderen und Spezifischen statt dem Kollektiven und dem Statistischen. Dabei verband er oft historische mit anthropologischen Methoden und Ansätzen.
Stone wurde 1968 in die American Academy of Arts and Sciences, 1970 in die American Philosophical Society und 1983 als korrespondierendes Mitglied in die British Academy gewählt.
Sein Sohn ist der Dokumentarfilmer Robert Stone.

## Schriften
- The Crisis of the Aristocracy, 1558-1641 (1965)
- The Causes of the English Revolution 1529-1642, 1972, ISBN  978-1138169302
- Family and Fortune: Studies in Aristocratic Finance in the Sixteenth and Seventeenth Centuries, 1973, ISBN 978-0198224013
- The Family, Sex and Marriage in England, 1500-1800 (1977), ND 1990
- An Open Elite? England 1540-1880 (1984)
- Road to Divorce: England, 1530-1987 (1990)
- Broken Lives: Separation and Divorce in England, 1660-1857 (1993)